# Balthazar Gérard
Pour les articles homonymes, voir Gérard.
Balthazar Gérard, né à Vuillafans en 1557 et mort à Delft le 14 juillet 1584, est connu pour avoir assassiné Guillaume Ier d'Orange-Nassau, comte de Nassau, prince d'Orange.

## Biographie
Né à Vuillafans en Franche-Comté, alors sous autorité du roi d'Espagne (en tant que comte de Bourgogne), Balthazar Gérard est issu d’une famille bourgeoise très attachée à la religion catholique de leur souverain Philippe II. Fils de Jean Gérard, châtelain et juge de Vuillafans, et de Barbe d'Emskerque, d’origine hollandaise, il est le neuvième d’une fratrie de 11 enfants.
Dans les années 1570, les Pays-Bas espagnols tentent d'échapper à la domination espagnole de leur souverain Philippe II avec à leur tête Guillaume Ier d'Orange-Nassau, chef de la révolte. Balthazar Gérard a environ douze ans lorsqu'il entend parler des événements causés par les Gueux aux Pays-Bas, et de l’appui que leur avait donné le prince d’Orange. C'est alors qu'il développe le désir obsessionnel de tuer Guillaume d'Orange, accru par la suite par la rupture qui éclata entre les états des Pays-Bas et Don Juan d’Autriche, rupture attribuée à Guillaume Ier d'Orange-Nassau.
Lorsqu'en juin 1580 Philippe II signe un édit qui promet à quiconque tuerait Guillaume d’Orange, l'anoblissement et 25 000 écus, Balthazar Gérard décide de se rendre à Delft aux Pays-Bas et de s'y faire passer pour un protestant en fuite, afin d'approcher Guillaume de Nassau et de réaliser son projet de l'assassiner. Il avait exposé à Tournai son projet d'assassinat au gouverneur Alexandre Farnèse, mais le conseiller Assonleville avait mis en garde Gérard contre les dangers de son entreprise.
Le 10 juillet 1584, introduit au Prinsenhof, le palais du prince à Delft, il tire un coup de pistolet chargé de trois balles sur Guillaume Ier d'Orange-Nassau qui succombe quelques minutes après.
Tentant de fuir, il est rapidement capturé. Après un interrogatoire et un procès rapide, il est exécuté dans d'atroces souffrances le 14 juillet. Sa main droite est brûlée au fer rouge et la peau est arrachée de ses os en six endroits différents avec une tenaille ardente. Ensuite, il est écartelé, son cœur est extrait de son corps et jeté au visage. Finalement, il est décapité. Les différentes parties de son corps sont exhibées, tandis que sa tête est empalée sur une perche et placée devant la maison du prince d’Orange.
Dans son recueil Surveiller et punir, en 1975, Michel Foucault cite un passage des Mémoires de Brantôme pour détailler le supplice de l'assassin de Guillaume d'Orange : « "Le premier jour, il fut mené sur la place où il trouva une chaudière d'eau toute bouillante, en laquelle fut enfoncé le bras dont il avait fait le coup. Le lendemain le bras lui fut coupé, lequel, étant tombé à ses pieds tout constamment, le poussa du pied, du haut en bas de l'échafaud ; le troisième il fut tenaillé par devant aux mamelles et devant du bras ; le quatrième il fut de même tenaillé par derrière aux bras et aux fesses ; et ainsi consécutivement cet homme fut martyrisé l'espace de dix-huit jours." Le dernier, il fut roué et "mailloté". Au bout de six heures, il demandait encore de l'eau, qu'on ne lui donna pas. "Enfin le lieutenant criminel fut prié de le faire parachever et étrangler, afin que son âme ne désespérât pas, et ne se perdît" »,.

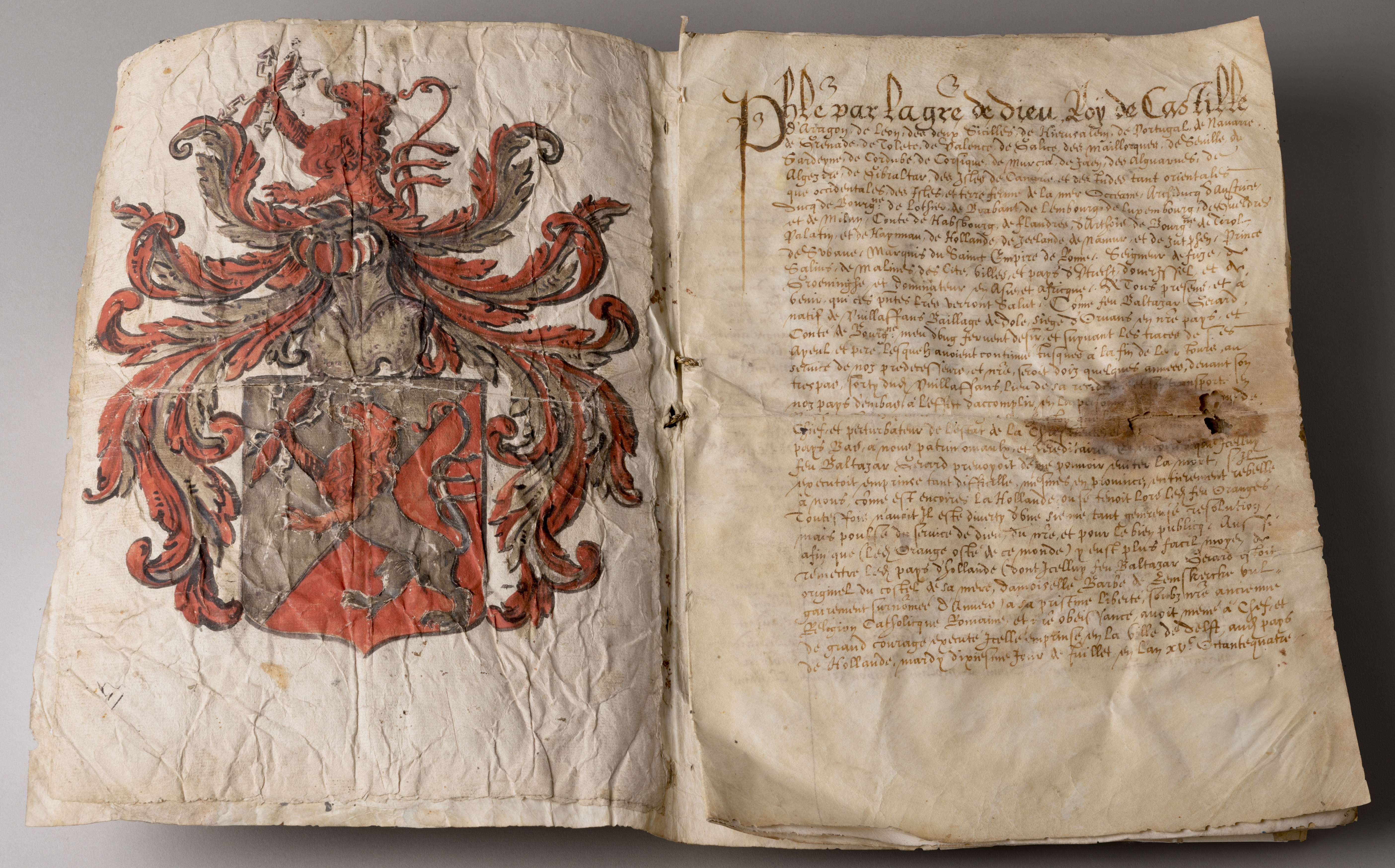
Lettres de Philippe II d'Espagne pour les héritiers Gérard, 1590

Philippe II ne s'empresse pas d'acquitter la promesse de récompense promise pour l'assassinat de Guillaume Ier d'Orange-Nassau. C'est seulement par des lettres du 20 juillet 1590, et après de longues sollicitations des héritiers Gérard, qu'il leur cède les seigneuries de Lièvremont, Houtaud et Dommartin, confisquées sur le prince d'Orange, au comté de Bourgogne, pour en jouir en toute propriété, jusqu'à ce que les vingt-cinq mille écus promis leur soient payés par lui ou ses successeurs.

## Hommages
- La rue de la maison natale de Balthazar Gérard à Vuillafans s'appelle la rue Gérard.
- Un tableau exposé au musée Sarret de Grozon à Arbois célèbre l'attentat de Balthazar Gérard[12].